# イーサン・ミッチェル
イーサン・ミッチェル（Ethan Mitchell、1991年2月19日 - ）は、ニュージーランド、オークランド出身の自転車競技（トラックレース）選手。

## 主な戦績
2007年
- オセアニア自転車競技選手権大会・ジュニア部門 チームスプリント 優勝（+ サム・スティール、サム・ウェブスター）

2009年
- ジュニア世界選手権自転車競技大会 チームスプリント 優勝（+ キャメロン・カウワウスキー、サム・ウェブスター）

2010年
- ニュージーランド選手権 チームスプリント 優勝
- コモンウェルスゲームズ チームスプリント 2位

2011年
- オセアニア自転車競技選手権大会　チームスプリント 優勝（+ サイモン・ヴァン・ヴェルトホーヴェン、サム・ウェブスター）

2012年
- 世界選手権・チームスプリント 3位

2013年
- UCIトラックワールドカップ2012-2013
  - アグアスカリエンテス・チームスプリント 優勝（+ マシュー・アーチバルド、エドワード・ドーキンス、サム・ウェブスター）
- ニュージーランド選手権 チームスプリント 優勝
- 世界選手権・チームスプリント 2位

2014年
- 世界選手権・チームスプリント 優勝（+ エドワード・ドーキンス、サム・ウェブスター）
- コモンウェルスゲームズ チームスプリント 優勝（+ エドワード・ドーキンス、サム・ウェブスター）

2015年
- オセアニア自転車競技選手権大会　チームスプリント 優勝（+ エドワード・ドーキンス、サム・ウェブスター）

2016年
- 世界選手権・チームスプリント 優勝（+ エドワード・ドーキンス、サム・ウェブスター）
- リオデジャネイロオリンピック　 チームスプリント 銀メダル

2017年
- オセアニア自転車競技選手権大会　チームスプリント 優勝（+ エドワード・ドーキンス、サム・ウェブスター）
- ニュージーランド選手権 チームスプリント 優勝（+ サム・ウェブスター、ザック・ウィリアムズ（英語版））
- 世界選手権・チームスプリント 優勝（+ エドワード・ドーキンス、サム・ウェブスター）
- UCIトラックサイクリング・ワールドカップ チームスプリント 優勝（+ エドワード・ドーキンス、サム・ウェブスター）

2018年
- オセアニア自転車競技選手権大会　チームスプリント 優勝（+ エドワード・ドーキンス、サム・ウェブスター）
- コモンウェルスゲームズ チームスプリント 優勝（+ エドワード・ドーキンス、サム・ウェブスター）

2019年
- UCIトラックサイクリング・ワールドカップ チームスプリント 優勝（+ エドワード・ドーキンス、サム・ウェブスター）
- オセアニア自転車競技選手権大会　チームスプリント 優勝（+ エドワード・ドーキンス、サム・ウェブスター）